# 국제기록유산센터
유네스코 국제기록유산센터(International Centre for Documentary Heritage under the auspices of UNESCO, ICDH)는 유네스코 산하 기구이다. 소재지는 대한민국 청주이다.

## 목적
유네스코 세계기록유산 사업의 효과적인 이행을 지원하고, 인류 기록유산의 안전한 보존과 보편적 접근에 대한 국제 역량을 제고하기 위해서이다.

## 같이 보기
- 유네스코
- 유네스코 한국위원회
- 국가기록원